# پارتی در آمریکا
پارتی در آمریکا (به انگلیسی: Party in the U.S.A.) یک آهنگ پاپ از خواننده آمریکایی، مایلی سایرس، است. این آهنگ توسط جسی جی، دکتر لوک و کلود کلی نوشته شده‌است. این آهنگ در ۱۱ اوت ۲۰۰۹ توسط هالیوود رکوردز به عنوان اولین آهنگ از آلبوم زمان زندگی ما منتشر شد.